# Orthocladius thienemanni
Orthocladius thienemanni är en tvåvingeart som beskrevs av Jean-Jacques Kieffer och August Friedrich Thienemann 1906. Orthocladius thienemanni ingår i släktet Orthocladius och familjen fjädermyggor. Arten är reproducerande i Sverige. Inga underarter finns listade i Catalogue of Life.